# Constantine (stad)

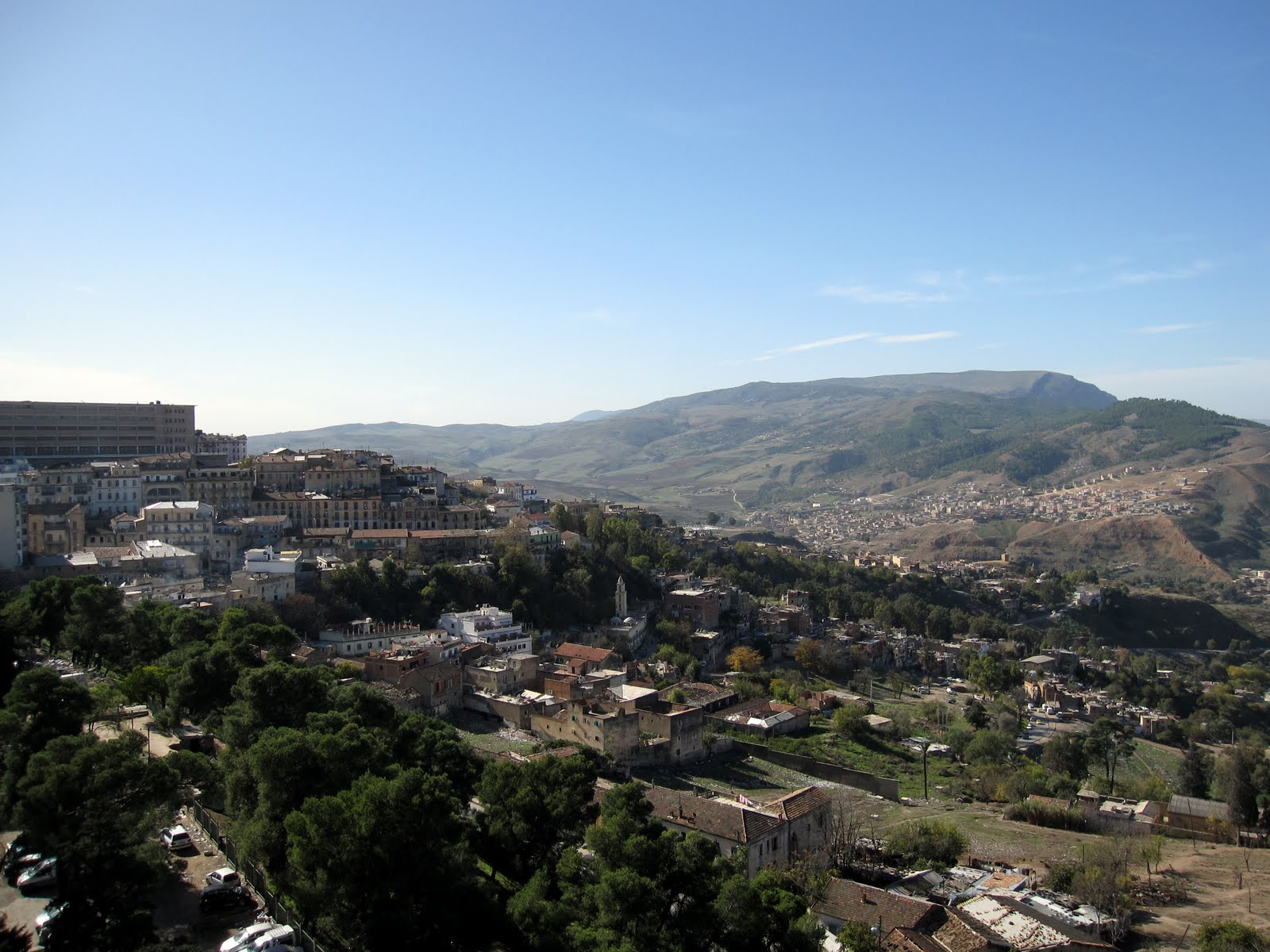
Constantine

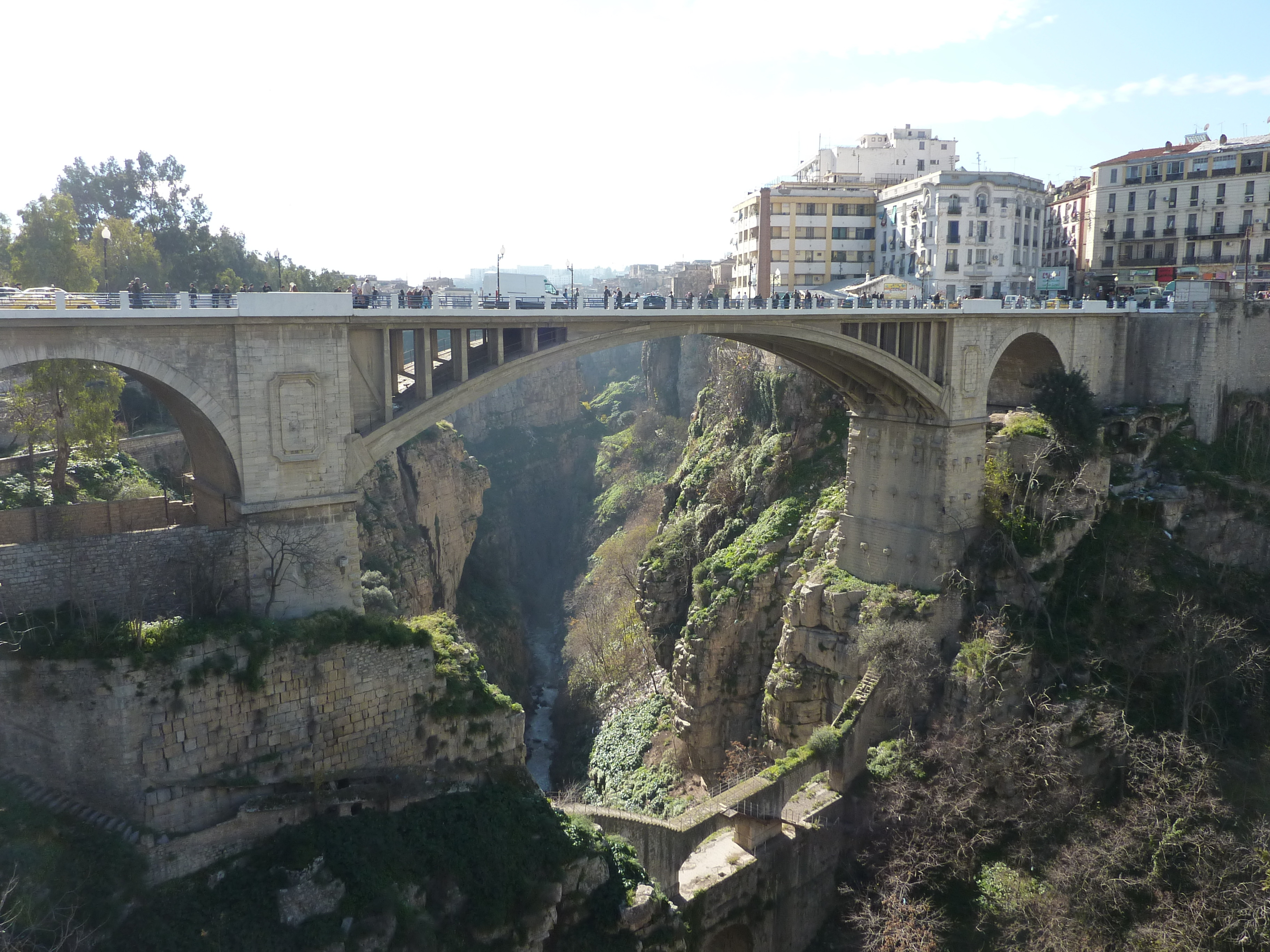
De Pont El Kantara in Constantine

Constantine (Arabisch: قسنطينة) is een stad in het noorden van Algerije. Het is de hoofdstad van de gelijknamige provincie en wordt ook wel gezien als de hoofdstad van het noordoosten van Algerije (de regio Constantinois). De stad ligt op een afstand van ongeveer 80 kilometer van de Middellandse Zee. De stad telde 462.187 inwoners bij de volkstelling van 1998. Hiermee is het na Algiers en Oran de derde stad van Algerije.
De stad vormt een handelscentrum, waarbij vooral producten van leer, wol en linnen worden vervaardigd. De afzetmarkt bevindt zich zowel in Algerije zelf, alsook in Tunesië. Verder heeft de stad twee universiteiten, de Université Mentouri de Constantine (UMC) en de Université des Sciences Islamiques de Constantine, universiteit van islamitische wetenschappen van Constantine.
De stad bevindt zich op ongeveer 640 meter boven zeeniveau op een plateau en wordt omringd door een diep ravijn.

## Geschiedenis
Als de rijkste en meest bloeiende stad van Numidië speelde de stad al in de klassieke oudheid een belangrijke rol. De Numidiërs stichtten de stad, die bekend werd onder de naam Sarim Batim. Zij werd door Micipsa, de zoon van Massinissa, met hulp van Griekse kolonisten gesticht en in 204 v.Chr. tot hoofdstad van het koninkrijk Numidië gemaakt. De Carthaagse naam van de stad was Karta, stad, de Romeinen noemden de stad later Cirta. Door keizer Maxentius werd de stad vernietigd, later werd zij opgebouwd door keizer Constantijn de Grote, naar wie de stad in de 4e eeuw n.Chr. Constantina werd genoemd. Deze naamgeving is te vergelijken met die van Constantinopel, de hoofdstad van het Byzantijnse Rijk.
In 430 werd de stad door de Vandalen veroverd. Van 534 tot 697 n.Chr. maakte de stad deel uit van het Byzantijnse Rijk, van de 8e tot de 15e eeuw n.Chr. was zij onderdeel van Berberrijken en Arabische rijken. Gedurende de heerschappij van het Ottomaanse Rijk vanaf 1529 zetelde een Turkse stadhouder in Constantine.
Op 13 oktober 1837 werd Constantine door Franse troepen veroverd en, zoals het hele noorden van het huidige Algerije een Franse kolonie werd, werd het later zowel politiek als ook industrieel onderdeel van die Franse kolonie. Ter gelegenheid van de overwinning werd te Parijs in 1837 een nieuwe voetgangersbrug de Passerelle de Constantine genoemd. Die moest in 1872 worden vervangen door de Pont de Sully.
Bij de Noord-Afrikaanse Campagne (1942-43) in de Tweede Wereldoorlog werden Constantine en de nabijgelegen plaats Sétif door de geallieerden gebruikt als operationele bases.
Sinds 1962 is de stad onderdeel van de onafhankelijke staat Algerije.

## Bezienswaardigheden in en rondom Constantine
Constantine is zeer pittoresk. Een aantal bruggen en een viaduct gaan over het ravijn om de stad.
- Gustave Mercier-museum met oude en moderne kunst
- Ben-Badis, een moskee.
- Kasba.
- Soumma-mausoleum, te Khroub.
- Paleis van Ahmed Bey.
- Ruïnes van het Romeinse aquaduct van Antonius

In de nabije omgeving van Constantine bevinden zich de Romeinse stad Tiddis en de megalithische monumenten en begraafplaatsen te Djebel Mazala Salluste.

## Partnersteden
- Casablanca, Marokko
- Grenoble, Frankrijk
- Istanboel, Turkije
- Mulhouse, Frankrijk
- Sousse, Tunesië

## Geboren in Constantine
- Prinses Charlotte van Monaco (1898-1977)
- Jean-Michel Atlan (1913), lid van Cobra
- Françoise Arnoul (1931-2021), Frans actrice
- Claude Cohen-Tannoudji (1933), Frans- Algerijns natuurkundige en Nobelprijswinnaar (1997)
- Enrico Macias (1938), Frans zanger
- Hassiba Boulmerka (1968), Algerijns middellangeafstandsloper
- Ali Saïdi-Sief (1978), Algerijns langeafstandsloper
- Sandra Laoura (1980), Frans freestyleskiester
- Mohamed Amroune (1983), Algerijns voetballer
- Rami Bensebaini (1995), Algerijns voetballer